# Menzel Bourguiba

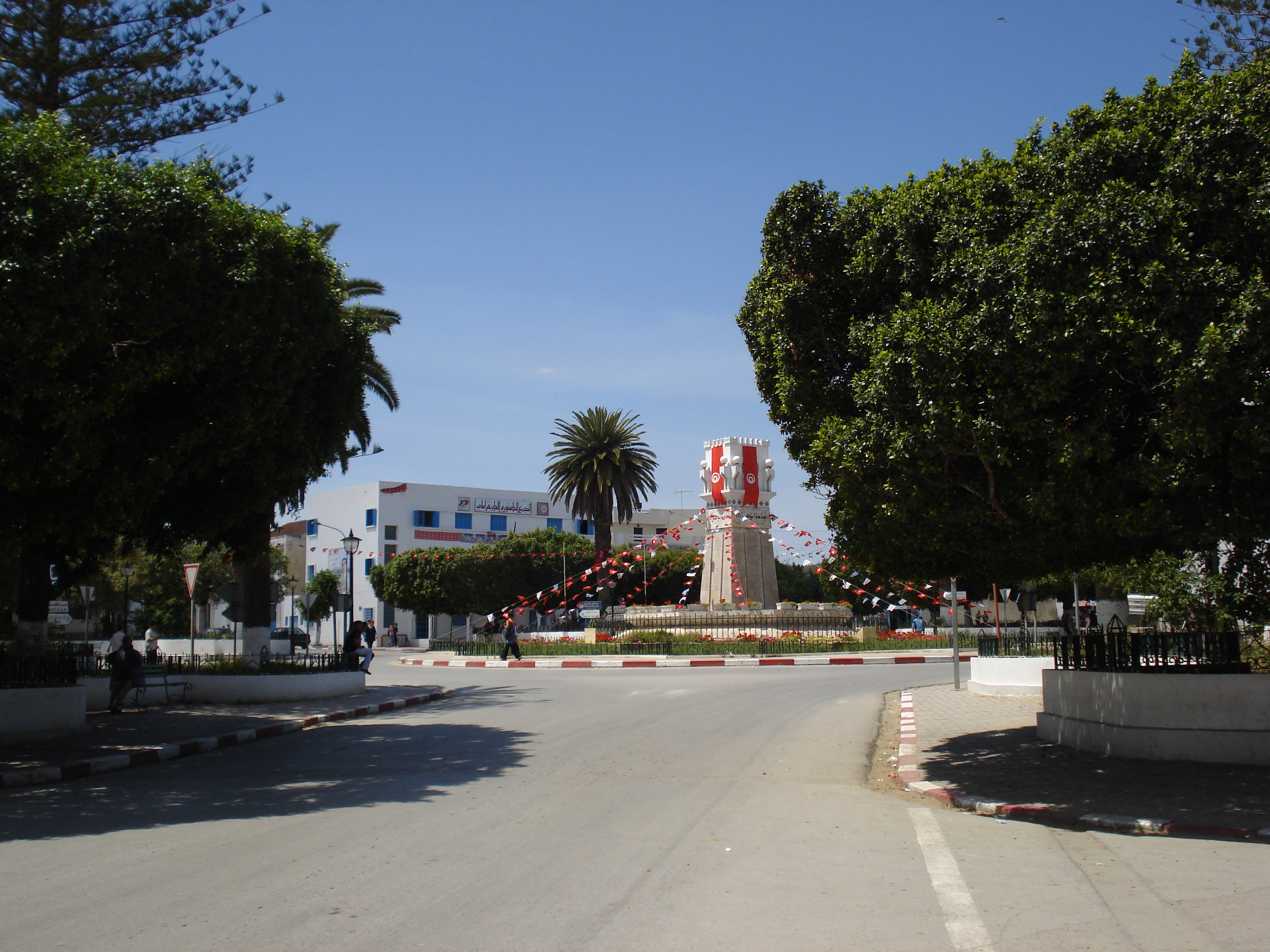
Centrala Menzel Bourguiba.

Menzel Bourguiba (arabiska منزل بورقيبة) är en stad i Tunisien, cirka 15 km sydväst om Bizerte, vid Bizertesjön. Den hade 54 536 invånare vid folkräkningen 2014.
Menzel Bourguiba är en industristad med bland annat stålverk, skeppsvarv och produktion av bildäck. Fram till 1963 var Menzel Bourguiba, då kallat Ferryville, en fransk flotthamn. Den har fått sitt namn efter Tunisiens förste president, Habib Bourguiba.

## Administrativ indelning
Kommunen är indelad i tre arrondissement:
- Cité En-Najah
- Cité Etthaoura
- Menzel Bourguiba